# Kachorra to ja
Kachorra to ja (oryg. Kachorra) – telenowela argentyńska emitowana w 2002 roku przez stację telewizyjną Telefe. Główne role w serialu zagrali: Natalia Oreiro, Pablo Rago, María Rosa Gallo oraz Raul Rizzo.
Serial był wzorowany na amerykańskim sitcomie The Nanny. Reżyserami serialu byli Jorge Montero i Miguel Angel Colom. Pracę nad serialem rozpoczęto 30 kwietnia 2002 roku, a zakończono 10 grudnia tego samego roku. Pierwszy odcinek wyemitowano 20 maja 2002 roku, ostatni 20 grudnia tego samego roku. Autorami scenariusza byli Gustavo Barrios i Diana Segovia. Łącznie powstało 150 odcinków. Piosenkę „Cuesta arriba, cuesta abajo”, pojawiają się w czołówce serialu, zaśpiewała Natalia Oreiro (utwór ten pochodzi z jej trzeciego albumu muzycznego pt. Turmalina).
Serial był nominowany do nagrody Martín Fierro w kategorii najlepszy serial komediowy, a Oreiro nominowano w kategorii najlepsza aktorka komediowa.
Produkcja odniosła duży sukces w Argentynie. Była ona najczęściej oglądanym programem telewizyjnym w stacji Telefe w 2002 roku.
Serial emitowano również w: Chile, Paragwaju, Urugwaju, Polsce, Czechach, Rumunii, Grecji, Rosji, Izraelu oraz na Słowacji, Węgrzech i Filipinach. 24 października 2006 roku miała miejsce premiera portugalskiej wersji serialu pt. Doce Fugitiva. W Polsce prawa do emisji serialu kupił Polsat. Premiera serialu (pod tytułem Kachorra to ja) miała miejsce 24 września 2002 roku.